# Olo-Olo (Ort)
Olo-Olo ist ein osttimoresischer Ort im Suco Lour (Verwaltungsamt Bobonaro, Gemeinde Bobonaro).
Das Dorf liegt im Nordosten der Aldeia Olo-Olo, auf einer Meereshöhe von 563 m. Westlich erhebt sich der Berg Lour. Eine kleine Straße verbindet Olo-Olo mit seinen Nachbardörfern. Nördlich schließt sich gleich das Dorf Heliquei an Olo-Olo an. 2,5 Kilometer südlich liegt das Dorf Galitaz.
In Olo-Olo befindet sich am Südrand des Dorfes ein Friedhof. Das Dorf war 2025 noch nicht an das Stromnetz angeschlossen.